# Пайк-Крік-Веллі (Делавер)
Пайк-Крік-Веллі (англ. Pike Creek Valley) — переписна місцевість (CDP) в окрузі Нью-Касл штату Делавер США. Населення — 11 217 осіб (2010).

## Географія
Пайк-Крік-Веллі розташований за координатами 39°43′38″ пн. ш. 75°41′59″ зх. д. / 39.72722° пн. ш. 75.69972° зх. д. (39.727268, -75.699592).  За даними Бюро перепису населення США в 2010 році переписна місцевість мала площу 6,67 км², з яких 6,67 км² — суходіл та 0,00 км² — водойми.

## Демографія
Згідно з переписом 2010 року, у переписній місцевості мешкало 11 217 осіб у 5021 домогосподарстві у складі 2794 родин. Густота населення становила 1681 особа/км².  Було 5244 помешкання (786/км²).
Расовий склад населення:
| - 79,3 % — білих - 8,3 % — чорних або афроамериканців - 7,8 % — азіатів - 0,2 % — корінних американців - 1,8 % — осіб інших рас |

До двох чи більше рас належало 2,6 %. Частка іспаномовних становила 6,0 % від усіх жителів.
За віковим діапазоном населення розподілялося таким чином: 19,5 % — особи молодші 18 років, 67,1 % — особи у віці 18—64 років, 13,4 % — особи у віці 65 років та старші. Медіана віку мешканця становила 37,3 року. На 100 осіб жіночої статі у переписній місцевості припадало 89,0 чоловіків;  на 100 жінок у віці від 18 років та старших — 85,9 чоловіків також старших 18 років.
Середній дохід на одне домашнє господарство  становив 84 702 долари США (медіана — 75 765), а середній дохід на одну сім'ю — 101 091 долар (медіана — 91 096). Медіана доходів становила 64 529 доларів для чоловіків та 48 778 доларів для жінок. За межею бідності перебувало 4,5 % осіб, у тому числі 4,1 % дітей у віці до 18 років та 5,0 % осіб у віці 65 років та старших.
Цивільне працевлаштоване населення становило 6364 особи. Основні галузі зайнятості: освіта, охорона здоров'я та соціальна допомога — 27,8 %, фінанси, страхування та нерухомість — 14,8 %, науковці, спеціалісти, менеджери — 13,1 %, роздрібна торгівля — 11,5 %.